# Microrégion de Feira de Santana
 (février 2025).
Si vous disposez d'ouvrages ou d'articles de référence ou si vous connaissez des sites web de qualité traitant du thème abordé ici, merci de compléter l'article en donnant les références utiles à sa vérifiabilité et en les liant à la section « Notes et références ».
La microrégion de Feira de Santana est l'une des cinq microrégions qui subdivisent le centre-nord de l'État de Bahia au Brésil.
Elle comporte 24 municipalités qui regroupaient 952 878 habitants en 2006 pour une superficie totale de 12 603 km2.

## Municipalités[1]
- Água Fria
- Anguera
- Antônio Cardoso
- Conceição da Feira
- Conceição do Jacuípe
- Coração de Maria
- Elísio Medrado
- Feira de Santana
- Ipecaetá
- Ipirá
- Irará
- Itatim
- Ouriçangas
- Pedrão
- Pintadas
- Rafael Jambeiro
- Santa Bárbara
- Santa Teresinha
- Santanópolis
- Santo Estêvão
- São Gonçalo dos Campos
- Serra Preta
- Tanquinho
- Teodoro Sampaio